# Schaatsen op de Olympische Winterspelen 2014 - Ploegenachtervolging mannen
De ploegenachtervolging mannen op de Olympische Winterspelen 2014 vond plaats op 21 en 22 februari 2014 in de Adler Arena in Sotsji, Rusland. De kwartfinales en halve finales werden gereden op 21 februari en de finale op 22 februari.
De Nederlandse mannen reden onbedreigd naar de finale. In de finale kregen ze wel partij van Zuid-Korea en ging het lange tijd gelijk op. Uiteindelijk zakte de Zuid-Koreaanse ploeg in en reed Nederland in een olympisch record naar het goud. Het brons was voor de Polen.

## Records
Records voor aanvang van de Spelen van 2014
| Titelverdediger  | Mathieu Giroux Lucas Makowsky Denny Morrison | Canada    | 3.41,37 (finale) | Vancouver      |
| Wereldrecord     | Jan Blokhuijsen Sven Kramer Koen Verweij     | Nederland | 3.35,60          | Salt Lake City |
| Olympisch record | Sven Kramer Mark Tuitert Jan Blokhuijsen     | Nederland | 3.39,95          | Vancouver      |

## Wedstrijden
Resultaten volgens Sochi2014.

### Kwartfinale
| Schaatsers                                                         | Land | Tijd    | – | Schaatsers                                            | Land | Tijd    |
| ------------------------------------------------------------------ | ---- | ------- | - | ----------------------------------------------------- | ---- | ------- |
| Shani Davis / Brian Hansen / Jonathan Kuck                         | USA  | 3:46,82 | - | Mathieu Giroux / Lucas Makowsky / Denny Morrison      | CAN  | 3:43,30 |
| Joo Hyung-joon / Kim Cheol-min / Lee Seung-hoon                    | KOR  | 3:40,84 | - | Denis Joeskov / Aleksandr Roemjantsev / Ivan Skobrev  | RUS  | 3:44,22 |
| Håvard Bøkko / Håvard Holmefjord Lorentzen / Sverre Lunde Pedersen | NOR  | 3:43,19 | - | Zbigniew Bródka / Konrad Niedźwiedzki / Jan Szymański | POL  | 3:42,78 |
| Jan Blokhuijsen / Sven Kramer / Koen Verweij                       | NED  | 3:44,48 | - | Alexis Contin / Ewen Fernandez / Benjamin Macé        | FRA  | 3:53,17 |

### Halve finale
| Schaatsers                                            | Land | Tijd    | – | Schaatsers                                      | Land | Tijd    |
| ----------------------------------------------------- | ---- | ------- | - | ----------------------------------------------- | ---- | ------- |
| Mathieu Giroux / Lucas Makowsky / Denny Morrison      | CAN  | 3:45,28 | - | Joo Hyung-joon / Kim Cheol-min / Lee Seung-hoon | KOR  | 3:42,32 |
| Zbigniew Bródka / Konrad Niedźwiedzki / Jan Szymański | POL  | 3:52,08 | - | Jan Blokhuijsen / Sven Kramer / Koen Verweij    | NED  | 3:40,79 |

### Finales
| Finale | Schaatsers                                           | Land | Tijd    | – | Schaatsers                                                  | Land | Tijd       |
| ------ | ---------------------------------------------------- | ---- | ------- | - | ----------------------------------------------------------- | ---- | ---------- |
| A      | Joo Hyung-joon / Kim Cheol-min / Lee Seung-hoon      | KOR  | 3.40,85 | - | Jan Blokhuijsen / Sven Kramer / Koen Verweij                | NED  | 3.37,71 OR |
| B      | Mathieu Giroux / Lucas Makowsky / Denny Morrison     | CAN  | 3.44,27 | - | Zbigniew Bródka / Konrad Niedźwiedzki / Jan Szymański       | POL  | 3.41,94    |
| C      | Denis Joeskov / Aleksandr Roemjantsev / Ivan Skobrev | RUS  | 3.49,85 | - | Håvard Bøkko / Simen Spieler Nilsen / Sverre Lunde Pedersen | NOR  | 3.44,91    |
| D      | Brian Hansen / Jonathan Kuck / Joey Mantia           | USA  | 3.46,50 | - | Alexis Contin / Ewen Fernandez / Benjamin Macé              | FRA  | 3.51,76    |

## Uitslag
| #      | Land       | Finale tijd |
| ------ | ---------- | ----------- |
| Goud   | Nederland  | 3.37,71 OR  |
| Zilver | Zuid-Korea | 3.40,85     |
| Brons  | Polen      | 3.41,94     |
| 4      | Canada     | 3.44,27     |
| 5      | Noorwegen  | 3.44,91     |
| 6      | Rusland    | 3.49,85     |
| 7      | USA        | 3.46,50     |
| 8      | Frankrijk  | 3.51,76     |

2006 · 
2010 · 
2014 ·
2018 ·
2022